# 小影夢手記
小影夢手記為少女漫畫家林青慧的繪本，裡面紀錄著她的生活日記，以漫畫的方式呈現，有彩頁與黑白頁，內容文圖並茂，頁數：149，彩頁總共有8頁。

## 內容簡介
- 第一篇：布仰菟子王國~小影夢雜記~
- 第二篇：小影夢手記
- 弟三篇：寶貝兔手記
- 第四篇：小影下午茶~女孩心事~
- 第五篇：小影德國行

內容搞笑、幽默，亦有許多優美文句，寫出林青慧心中的感受和心情。喜愛兔子的林青慧，書中也出現其飼養的兔子與林青慧和兔子的對話，給人許多的想像空間。想像力豐富的林青慧，寫出自己的胡思亂想。德國行則是林青慧參加德國簽名會時的留念，內有豐富的文字及照片。